# Christiane Ludot
Christiane Ludot est une actrice française née le 29 juillet 1954 et est notamment connue pour son rôle de Marie Girard dans les sitcoms Premiers Baisers et Les Années Fac entre 1991 et 1997.

## Biographie
Elle est la fille d'un commissaire de police. Formée à la discipline de la danse, elle travaille à l'Opéra de Paris, puis avec les Ballets de Marseille de Roland Petit. Elle se tourne vers le théâtre où, après avoir suivi les cours de Francis Huster, elle se partage entre pièces classiques et créations contemporaines. Parallèlement, elle poursuit sa carrière à la télévision où elle donne la réplique à Daniel Mesguisch et Bruno Crémer. Au cinéma, elle participe à de nombreux tournages et travaille sous la direction de différents réalisateurs dont Jacques Malaterre et André Téchiné. Elle continue d'approfondir son activité de comédienne tout en se tournant vers l'écriture et la réalisation.
Elle s'est mariée en septembre 1992 avec François, ébéniste. Ils ont deux enfants : Kevin (1988) et Quentin (1993). Sa deuxième grossesse fut intégrée au scénario de Premiers Baisers .

## Filmographie partielle

### Télévision
- 1986 : L'Été 36 d'Yves Robert : Rôle d'une standardiste
- 1991-1995 : Premiers Baisers - 110 épisodes : Marie Girard
- 1995-1997 : Les Années fac - 50 épisodes : Marie Girard
- 1999 : Boulevard du Palais - épisode : Le prix d'un enfant : la surveillante
- 2000 : Julie Lescaut - épisode :  Beauté fatale : Maquilleuse
- 2002 : Maigret - épisode :  Maigret et le fou de Sainte Clotilde de Claudio Tonetti : L'institutrice
- 2002 : Sous le soleil (saison 8 épisodes 35, 36, 40) : Olga, la mère d'Aurélie
- 2009 : Plus belle la vie - épisodes 6.72 et 6.73 :  Françoise Dumoulin
- 2012 : Profilage - épisode 3.04 : L'institutrice
- 2012 : Le Jour où tout a basculé - épisode Je suis amoureuse d'un escroc : Maryline
- 2019 : Demain nous appartient - saison 3 : Françoise Saliéri
- 2020 : Balthazar - Saison 3, épisode Contre tous : Monique Lebrun

### Cinéma
- 1998 : Alice et Martin d'André Téchiné : Laurence

### Publicité
- 1997 : Apparition dans la publicité de France Télécom : Numéris - La démonstration[2]

## Doublage

### Cinéma

#### Films
- 2008 : Zack et Miri font un porno : Betsy (Jennifer Schwalbach)
- 2019 : Dark Waters : Sandra Tennant (Denise Dal Vera)
- 2023 : L'Affaire de la mutinerie du Caine : ? (?)

### Télévision

#### Téléfilms
- 2015 : Le Voleur au grand cœur : Filomena Bene (Anna Maria Cianciulli)
- 2021 : Les derniers secrets d'Amy : ? ( ? )

#### Séries télévisées
- 2016 : American Crime : Lilah Tanner (Emily Bergl)
- 2017 : Gypsy : ? ( ? )
- 2022 : The Fabulous (en) : ? ( ? )
- 2022 : La Disparue de Lørenskog : ? ( ? ) (mini-série)

#### Séries d'animation
- 2006-2007 : Lucas la Cata : Maman (saison 1)
- 2007 : Gundam 00 : la mère de Louise
- 2008 : Kurenai : Lin Jian-Xin
- 2009 : Youth Litterature : la patronne (La Déchéance d'un homme)

### Jeu vidéo
- 2011 : Scooby-Doo ! Panique dans la marmite : Daphne Blake